# Hilduin
Hilduin war von 842 bis 848/849 Erzbischof von Köln.

## Leben
Die Gestalt des Hilduin ist schwer zu fassen, zumal er in manchen Bischofslisten gar nicht erwähnt wird. Die Liste von Erzbischof Willibert (870–889) nennt weder Hilduin noch seinen Vorgänger Liutbert; die Vita Anscarii meldet, Hilduins Nachfolger Gunthar sei 850 nach langer Vakanz auf den Bischofssitz gekommen. Schon Weihnachten 833 weilte Hilduin in Zusammenhang mit Verhandlungen im Streit Ludwigs des Deutschen mit seinem Vater Kaiser Ludwig dem Frommen schon einmal in Köln. Er ist wohl mit dem Abt Hilduin von Saint-Denis identisch, dessen Leben sich nach seinem Zerwürfnis mit Karl dem Kahlen und dem Verlust seiner Abtei ab 840 im Dunkeln verliert.
Vermutlich begab sich Hilduin, nachdem er seine Stellung eingebüßt hatte, zu Kaiser Lothar I., der ihn 842 zum Erzbischof von Köln ernannte. Er konnte jedoch seine Weihe nicht durchsetzen. Vermutlich wurde Hilduin lediglich im Machtbereich Lothars I. akzeptiert, während ihm im übrigen Gebiet der Erzdiözese die Gefolgschaft verweigert wurde. Es ist auch fraglich, ob er jemals die Bischofsweihe erhalten hat, die ihm seine sächsischen Suffragane wohl nicht zugestehen wollten, denn diese standen auf der Seite seines Gegenspielers Liutbert, des Gefolgsmannes des Königs Ludwig des Deutschen. 844–855 ist Hilduin als Erzkanzler von Kaiser Lothar I. bezeugt. 850 kam es vermutlich zu einer Einigung. Liutbert wurde Münsteraner Bischof und Gunthar, Hilduins Neffe, übernahm den Kölner Erzbischofssitz. 855 scheint sich Hilduin ins Kloster Prüm zurückgezogen zu haben.